# Liste der Kulturdenkmale im Stadtbezirk Nordstadt
Die Liste der Kulturdenkmale im Stadtbezirk Nordstadt umfasst die Kulturdenkmale im Braunschweiger Stadtbezirk Nordstadt mit dem Nördlichen Ringgebiet, dem Schwarzen Berg und dem Siegfriedviertel, basierend auf dem Braunschweiger Leit- und Informationssystem BLIK, Veröffentlichungen der Denkmalschutzbehörde Braunschweig, der Denkmaltopographie Bundesrepublik Deutschland und dem Denkmalatlas Niedersachsen.

## Kulturdenkmale
| Bild                                  | Bezeichnung                           | Lage                         | Beschreibung | Bauzeit   | Eingetragen seit | Denkmal- nummer    |
| ------------------------------------- | ------------------------------------- | ---------------------------- | --- | --------- | ---------------- | ------------------ |
|                                       | Abwasserpumpstation                   | Feuerwehrstraße 1            | |           |                  | 41514636           |
| weitere Bilder                        | Andreasfriedhof                       | Hamburger Straße 18          | |           |                  | 35999531           |
| weitere Bilder                        | Botanischer Garten (Alter Teil)       | Humboldtstraße 1             | |           |                  |                    |
| weitere Bilder                        | Garnisonfriedhof                      | Pockelsstraße                | |           |                  |                    |
| weitere Bilder                        | Haus der Wissenschaft                 | Pockelstraße 11 Karte        | Von 1935 bis 1937 als Bernhard-Rust-Hochschule errichtet.                                                                                        | 1935–1937 |                  |                    |
| weitere Bilder                        | Hochschulforum                        | Pockelstraße 14 Karte        | Entworfen durch Friedrich Wilhelm Kraemer. |           |                  |                    |
| Hochspannungsinstitut                 | Hochspannungsinstitut                 | Pockelsstraße 4              | Modernes Universitätsgebäude mit Ziegelfassade. Architekt Carl Mühlenpfordt                                                                      | 1927/1928 |                  |                    |
| Industriegebäude Hamburger Straße 273 | Industriegebäude Hamburger Straße 273 | Hamburger Straße 273 Karte   | Ehemaliges Brauereigebäude, erbaut 1888 nach Plänen der Architekten Fröhlich und Baumkauff.                                                      |           |                  | 36003468           |
| weitere Bilder                        | Jüdischer Friedhof Hamburger Straße   | Hamburger Straße Karte       | |           |                  |                    |
| weitere Bilder                        | Katharinenfriedhof                    | Pockelsstraße                | |           |                  | 35999548           |
| Langer Kamp 8                         | Langer Kamp 8                         | Langer Kamp 8                | Institutsgebäude von Dieter Oesterlen, genutzt von der TU Braunschweig.                                                                          | 1969-1972 |                  | 41964302           |
| weitere Bilder                        | Naturhistorisches Museum              | Pockelstraße 10A             | |           |                  | 36011338           |
| weitere Bilder                        | Nordbahnhof                           | Am Nordbahnhof 1 Karte       | Erbaut 1886. |           |                  |                    |
| weitere Bilder                        | Pockelsbrücke                         | Pockelsstraße                | 1871 nach Plänen von Constantin Uhde (1836–1905) errichtet.                                                                                      | 1871      |                  |                    |
| weitere Bilder                        | Schule Bültenweg                      | Bültenweg 9                  | Neogotisches Schulgebäude mit roter Ziegelfassade. Architekt Ludwig Winter                                                                       | 1881      |                  |                    |
| Schule Pestalozzistraße               | Schule Pestalozzistraße               | Pestalozzistraße 18          | Neogotisches Schulgebäude mit roter Ziegelfassade.                                                                                               |           |                  | 36868713           |
| weitere Bilder                        | Schul- und Bürgergarten               |                              | |           |                  | 37956470           |
| weitere Bilder                        | Siegfriedviertel                      | Siegfriedstraße Karte        | Moderne Wohnsiedlung im Stil der Neuen Sachlichkeit. Erbaut in mehreren Abschnitten von 1921 bis 1941.                                           | 1921–1941 |                  | 35999299           |
| weitere Bilder                        | St. Georg                             | Donnerburgweg 36             | Moderne Kirche. |           |                  | 36857498           |
| weitere Bilder                        | Technische Universität - Altgebäude   | Pockelsstraße 4 Karte        | Universitätsgebäude im Stil der italienischen Hochrenaissance, entworfen durch Constantin Uhde (1836–1905) zusammen mit Karl Körner (1838–1907). | 1877      |                  |                    |
| Torhaus Fallersleber Tor              | Torhaus Fallersleber Tor              | Humboldtstraße 2 Karte       | Entworfen durch Peter Joseph Krahe (1758–1840).                                                                                                  |           |                  |                    |
| weitere Bilder                        | TU-Hochhaus Pockelsstraße             | Pockelsstraße 3 Karte        | Durch Dieter Oesterlen entworfenes und 1956 errichtetes Hochhaus.                                                                                | 1956      |                  |                    |
| Villa Uhde                            | Villa Uhde                            | Abt-Jerusalem-Straße 8 Karte | Neobarocke Villa, erbaut von 1881 bis 1882 nach Plänen von Constantin Uhde.                                                                      | 1881–1882 |                  |                    |
| Wasserwerk Bienroder Weg              | Wasserwerk Bienroder Weg              | Bienroder Weg 48 Karte       | Industriedenkmal, erbaut von 1900 bis 1901. | 1900–1901 |                  |                    |
| Wohnhäuser Am Wendenwehr 1–11         | Wohnhäuser Am Wendenwehr 1–11         | Am Wendenwehr 1–11           | |           |                  | 35998588, 36853541 |
|                                       | Wohnhäuser Schleinitzstraße 9–17      | Schleinitzstraße 9–17        | |           |                  | 35999859           |